# Избербаш (станция)
Изберба́ш — железнодорожная станция Махачкалинского региона Северо-Кавказской железной дороги, находящаяся в городе Избербаше республики Дагестан.
| Пригородное сообщение по станции | Пригородное сообщение по станции | Пригородное сообщение по станции | Пригородное сообщение по станции |
| № поезда                         | Маршрут движения                 | № поезда                         | Маршрут движения                 |
| -------------------------------- | -------------------------------- | -------------------------------- | -------------------------------- |
| Пригородный                      | Дербент — Махачкала              | Пригородный                      | Махачкала — Дербент              |

## Дальнее следование по станции
| Круглогодичное обращение поездов | Круглогодичное обращение поездов | Круглогодичное обращение поездов | Круглогодичное обращение поездов |
| № поезда                         | Маршрут движения                 | № поезда                         | Маршрут движения                 |
| -------------------------------- | -------------------------------- | -------------------------------- | -------------------------------- |
| 55                               | Баку — Москва                    | 56                               | Москва — Баку                    |
| 369                              | Баку — Киев                      | 370                              | Киев — Баку                      |
| 391                              | Баку — Ростов-на-Дону            | 392                              | Ростов-на-Дону — Баку            |